# Hartsjön
Hartsjön är en sjö i Robertsfors kommun i Västerbotten och ingår i Dalkarlsån-Sävaråns kustområde. Sjön har en area på 0,179 kvadratkilometer och ligger 6 meter över havet. Vid provfiske har abborre, gädda och mört fångats i sjön.

## Delavrinningsområde
Hartsjön ingår i det delavrinningsområde (710310-174312) som SMHI kallar för Utloppet av Hartsjön. Medelhöjden är 17 meter över havet och ytan är 3,22 kvadratkilometer. Det finns inga avrinningsområden uppströms utan avrinningsområdet är högsta punkten. Avrinningsområdets utflöde mynnar i havet. Avrinningsområdet består mestadels av skog (86 procent). Avrinningsområdet har 0,17 kvadratkilometer vattenytor vilket ger det en sjöprocent på 5,3 procent.